# Каталонская литература
Катала́нская литерату́ра также Катало́нская литерату́ра — литература на каталанском языке, литературная традиция которой берёт начало в Средневековье. В XIX веке литературные движения классифицировали в ней ряд периодов, один из них, период Упадка (Decadència), последовавший за Золотым веком литературы Валенсии, берёт начало ещё в средневековье. Письменным трудам этой эпохи недоставало литературного качества, а все попытки объяснить причины случившегося лишь заставили учёных проводить новые критические исследования; в настоящее время происходит пересмотр всего литературного наследия эпохи Упадка. Каталонская литература ещё раз «сверкнула» в XIX и в начале XX столетия, но смогла, таким образом, лишь пережить смутные времена гражданской войны. Много писателей было отправлено в ссылку, а каталонская культура так и не смогла прижиться в Каталонии, получив независимый статус только после восстановления демократии во всей Испании.

## Средневековое сияние
Первым свидетельством использования народного языка в литературе стали Проповеди Органья, относящиеся к концу XI века или к началу XII века.
Раймунд Луллий (XIII век), в прозе, и Аузиас Марк (XV век), в поэзии, — два самых значимых писателя средневековой Каталонии.
Вершиной этого этапа зарождающейся каталонской литературы стала книга «Тирант Белый» Жуанота Мартуреля, изданная в 1490 году. Значение самой книги доказала сцена из «Дон Кихота», в которой «Тирант Белый» стала одной из немногих книг, спасенных парикмахером и священником от сожжения, во время очередной попытки «излечить» безумие Дон Кихота.
Демократические черты, пробивающиеся в романе Мартореля, проступают в творчестве каталонских писателей майоркинской и валенсианской школы наряду с сатирическими чертами. Так, бурлескная книга писателя с Майорки Ансельма Турмеды «Спор с ослом» (1417, изд. 1544) подверглась позднее запрету инквизиции за антиклерикальные мотивы. Сатирический роман в стихах о нравах эпохи «Книга о женщинах» (ок. 1460, изд. 1531) валенсианского писателя Джоана Роча (Joan Roig, ум. 1478) некоторыми своими реалистическими чертами предвосхищал плутовской роман.
Впоследствии каталонский язык как язык литературный походит к продолжительной фазе Упадка, начиная с XVI века и до 1833 года. Но в настоящее время, многие исследователи занимаются переоценкой работ писателей и поэтов Ренессанса (Кристо̀фор Деспуч, Джуан Тимонеда, Пере Серафи), Барокко (Франсеск Висенс Гарсия, Франсеск Фонтанелья, Джозеп Ромагера) и неоклассицистов (Джуан Рамис, Франсеск Мулет), так производится ревизия самого понятия «Упадок».

## Упадок
В XV веке, в результате непрекращающихся экономических политических конфликтов, Кастилия посадила на трон Арагона новую династию (Трастамара), из молодой ветви правящей кастильской семьи. Королём был выбран Фернандо де Антекера (1410—1416), а языком двора стал испанский. В 1479 году был заключен династический союз между Арагоном и Кастилией. Фердинанд наследовал корону Арагона. С этого момента Испания стала единым государством, и хотя это не изменило расстановки политических сил, последствия этого события носили отрицательный характер для развития Каталонии:
- Потеря власти автократическими классами и политическое подчинение Короне поставило под удар каталонский язык как язык культурного сообщества.
- На протяжении XVI и XVII веков Испания становится мировой державой.
- Золотое век испанской литературы и как следствие, большинство каталонских писателей начинает писать на кастильском, так как распространяется мнение, что каталонский язык не подходит ни для литературы, ни для культуры в целом, в силу этих обстоятельств происходит упадок каталонской культурной и литературной традиций.

### В эпоху Возрождения
XV столетие открывало в Каталонии эпоху Возрождения, но в условиях доминирования испанского языка в каталонской литературе этот период называется упадком. Новые каталонские университеты в Барселоне (1430) и Джироне (1436) становятся центрами для учёных-гуманистов, начинается изучение античности, формирование новой, ренессансной культуры. Появляются многочисленные переводы латинских авторов на каталонский язык (Цицерона, Тита Ливия и др.), а затем с этого языка и на испано-кастильский.
Большое влияние на эти процессы оказывают контакты с ренессансной Италией, усилившийся после завоевания Арагоном Неаполя. Каталонские гуманисты познакомились с достижениями итальянской ренессансной литературы; появились первые переводы на каталонский язык «Божественной Комедии» Данте, филологических трудов и «Декамерона» Боккаччо, произведений Петрарки.
Литература на каталонском языке не сломала средневековую традицию, но смогла вернуть эстетические каноны и модели классицизма. Традиция изучения классических языков, свойственная гуманизму, не препятствовала развитию литературы «вульгарных языков» (то есть всех, кроме латыни). Пока аристократическое меньшинство колебалось в выборе языка культуры между каталанским и испанским (оба языка вышли из латыни), общественность продолжила переделывать и расширять литературную традицию собственного языка, развивавшуюся в течение веков.

#### Проза

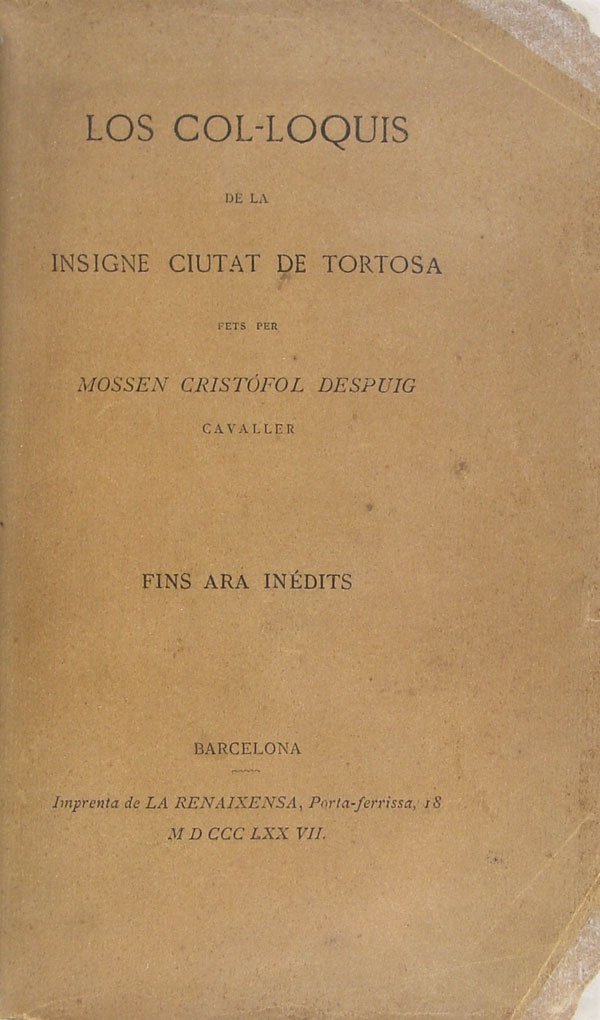
«Диалоги великих города Тортоса» (Los col*loquis de la insigne ciutat de Tortosa) (1557)

Наиболее значимым прозаическим произведением данного периода становится книга «Диалоги великих города Тортоса» (Los col•loquis de la insigne ciutat de Tortosa) (1557) Кристо̀фора Деспуча, частично из-за использования диалогов, форма которых подтверждает принадлежность произведения к классической литературе, частично из-за критического духа его автора, оно блистает среди прозы XVI века наравне с творчеством Эразма Роттердамского.
В исторической прозе нужно отметить хроники Пере Микеля Карбонеля, Пере Антония Беутера и Хуана Бинимелиса, а также аллегорический роман «Зеркало религиозной жизни» (L’espill de la vida religiosa), неизвестного автора, изданный в 1515, и приписываемый Микелю Комалада, с реформистскими и ллуллианскими мотивами, что указывает на европейское влияние.
В исторических сочинениях Фернана Переса де Гусмана (1376—1460), в поэме «Восхваление славных мужей Испании» и прозаическом труде «Море историй» (1450, изд. 1512), в сравнении с предшествующими историческими сочинениями усиливается тенденция к художественному осмыслению истории, появляется забота об артистичности формы, то есть историография осмысляется как своеобразная ветвь художественной литературы, что особенно характерно для третьей части книги «Море историй», которая не раз издавалась отдельно под названием «Поколения и жизнеописания». В ней даётся 36 портретов современников автора: королей Кастилии — Энрике III и Хуана II, государственных деятелей, писателей — Вильены, Сантильяны и др. В отличие от средневековых хронистов, изображавших исторических лиц как идеальное воплощение рыцаря или короля, Перес де Гусман хочет раскрыть своеобразие характера своих персонажей, что превращает жизнеописания из исторической хроники в психологические этюды, предваряющие жанр литературного портрета эпохи Возрождения.
С ренессансной тягой к познанию окружающего мира, к расширению умственных горизонтов связано также появление описаний заморских путешествий: книга «История великого Тамерлана» (изд. 1582) Руй Гонсалеса де Клавихо (ум. 1412) и «Странствия и путешествия Перо Тафура в различных частях света» (середина XV в.).
Новые тенденции обнаруживаются и в собственно художественной прозе. Около 1435 года Хуан Родригес де ла Камара, известный также как Родригес дель Падрон (ум. ок. 1450), создал роман «Вольный раб любви», в котором сквозь куртуазную любовь проступает человеческое чувство, поэтическое ощущение природы, тенденция к психологизму, характерные для литературы переходной поры.
Достижением на этом пути была и книга Альфонсо Мартинеса де Толедо (1398—1470) «Бич, или Осуждение мирской любви» (написана в середине XV в., опубл. 1548), крупнейшее сатирическое произведение в испанской прозе XV века. Книга стала откликом на сатиру Боккаччо «Корбаччо», хотя испанский автор в своей оценке действительности оказался ближе к «Декамерону». Дидактическая сторона произведения уступила место общей действительности, привлекательной для художника по своей сути.

#### Поэзия
Под влиянием поэзии Петрарки в Каталонии складывается «итальянская» школа поэтов, крупнейший представитель которой — Аузиас Марк (ок. 1397 — до 1459). Произведения Марка постепенно высвобождаются из-под провансальского влияния и творческого переосмысления опыта итальянской гуманистической поэзии. Впоследствии каталонская школа петраркистов способствовала решительной поэтической реформе кастильской лирики в начале XVI века. Одним из её инициаторов стал Хуан Боскан, каталонец по происхождению, с гордостью называвший себя учеником Аузиаса Марка. Поэзии Марка многим обязан и крупнейший поэт «итальянской» школы в Испании XVI века Гарсиласо де ла Вега, ближайший друг Боскана.
В испанской литературе рубежа XIV—XV веков происходит смена ведущих жанров как в народной («хугларской») поэзии, так и в «учёной» литературе. В народной поэзии уже со второй половины XIV века все более ощутимо влияние французских образцов на героический эпос. Творчество хугларов приходит постепенно в упадок, и героические поэмы Испании утрачивают черты самобытности и оригинальности, на смену им приходит романсовая и сатирическая поэзия.
В «учёной» литературе еще в начале XV века продолжают занимать господствующие позиции сторонники традиций галисийско-португальской лирики, что нашло отражение в рукописных, а затем и печатных сборниках поэзии, в так называемых кансьонеро, то есть, в песенниках. Наиболее известны «Кансьонеро Баэны», составленный около 1445 года кастильским поэтом Хуаном Альфонсо де Баэной и включавший 576 стихотворений свыше 50 поэтов конца XIV — начала XV веков, «Кансьонеро Стуньиги», составленный около 1460 года (в нем собраны стихи, главным образом, арагонских поэтов), и изданный в 1511 году «Всеобщий кансьонеро», где опубликованы произведения 138 поэтов второй половины XV века. Кансьонеро разнообразны по содержанию: наряду с приверженцами галисийско-португальской школы — Алонсо Альваресом де Вильясандино (ум. ок. 1424), галисийским трубадуром Масиасом, прозванным Влюблённым, маркизом Энрике де Вильеной (1384—1434) и др., в них также представлены поэты новой «итальянской» школы — Франсиско Империаль (нач. XV в.), Хуан де Мена (1411—1456), одним из первых в Испании осваивавший традиции поэзии Данте и разрабатывавший жанр символико-аллегорической поэмы и др.
Лучшим поэтом средневековой Каталонии был признан Пере Серафи, который чередовал идеализм влюбленного Петрарки и мотивы творчества Аузиаса Марка с толкованием поговорок и народных песен. Другие поэты, подобные Андре Марти Пинеда и Валери Фустер, настаивали на оригинальных костумбристских (нравоописательных) валенсийских моделях конца XV века. Поэмы Жуана Пужоля, уже во второй половине XVI века, и священные акты Хуана Тимонеды отражают изменение в периоде контрреформации, которая завершилась вместе с эпохой барокко. С контрреформацией также ушла критика и поиски способов поддержания жестокого и аскетичного взгляда на жизнь.

### Барокко
Первые присущие барокко черты (из предшествующих данному художественному методу авторов можно назвать Хуана Тимонеду или Жуана Пужоля, которые могут считаться литературными основоположниками периода контрреформации) не проявлялись до начала XVII века, но существовали в течение всего XVIII века уже в виде составных элементов эстетики рококо.
Этот период окрашен влиянием испанского барокко, представленного такими авторами как Гарсиласо де ла Вега, Го́нгора, Кеведо, Кальдерон де ла Барка, Бальтасар Грасиан и др., начавших писать одновременно и в едином стиле, при этом не пересекаясь между собой.
Решающую роль в развитии каталонского барокко сыграло творчество такого поэта и комедиографа как Франсеск Висент Гарсия и Торрес, создавшего целое литературное направление, просуществовавшее на втором плане каталонской литературы вплоть до XIX века.
Франсеск Фонтанелья и Жозеп Ромагера также внесли свой вклад в барокко. Кульминационным моментом всего течения можно считать Сегадорское восстание, во время которого актуальными стали попытки возродить литературу на каталонском языке, исходя из уже существующих новых тенденций, и которые провалились вместе с поражением каталонских войск. Необходимо отметить особое значение поэтических и драматических трудов Франциска Фонтанелья. С середины XVII века значительными фигурами каталонского барокко были Пере Жасин Мурла и Жузеп Бланк. Жузеп Ромагера между XVII и XVIII веками оказывал им посильную спонсорскую помощь. Из писателей первой половины XVIII века можно выделить Агустина Эура, Жуана Бушадорса, Гильема Року и Сеги и Франсескa Тажеля.

### Просвещение
С конца XVIII века критическая философия, лингвистическое и историческое образование претерпели ряд изменений, обновилось само понятие культуры. Появился на свет новый тип мышления, который предполагал, что работа должна приносить пользу обществу. Эта эпоха положила начало научным разработкам и презрению чувственной лирики. Максимальное распространение получали тексты нравственного содержания или по педагогической тематике.
В Каталонии она была представлена блестящей группой продолжателей методологической тематики валенсийца Хасинта Сегура, работавшего под началом епископа Ассенсио Салеса. Нужно отметить особую роль романа жителя Аликанте Эусебио П. Монтегон. В это же время окончательно сформировалась группа переводчиков и писателей, в которую входили Франциск Мулет, Антонио Фебрер, а также Хуан Рамис со своей постановкой «Лукреции».
Kаталонская литература в этот период самостоятельно не существует, а Просвещение отнести к культурному развитию всей испанской литературы. Поэтому данная группа представляла собой скорее собрание наиболее квалифицированных представителей эпохи. Областью их деятельности стала работа с неопубликованными текстами, большинство из которых были написаны непрофессионалами (собрания писем, частные рассказы и приходно-расходные книги, которые отражают менталитет эпохи). Образцом стали записки (Calaix de sastre) Барона Малда̀, относящиеся к просветительской традиции костумбристской литературы, которая достигла расцвета при романтизме.
Всевозможные стили спонтанной народной поэзии присущи литературе XVIII века, существует масса свидетельств того, что народная поэзия по форме и содержанию не уступала литературной традиции и в некотором смысле даже превышала её, но такая народная литература лишь ставила знак равенства между понятиями «природы» и «свободы». Хотя прежде всего она была частью народного языка.
В начале XIX века, благодаря графу Д’Aймансу и анонимному автору «Храма Славы», в произведениях эпохи Просвещения появляются примеры вставных новелл, написанных в духе романтизма.

## Романтизм и каталанское возрождение (Renaixença)
Первые романтические произведения в каталонской традиции были написаны, главным образом, на испанском языке. Когда же романтизм изжил себя, возникло противоречие между содержанием художественного метода, публикой, к которой он был обращён, и языком, на котором он осуществлялся. Так, например, на каталонском языке Пере Мата написал поэму «Пар» (1836), а в 1839 году Жуаким Рубио́-и-Ос начал печатать его поэмы в «Дневнике Барселоны».
В эпоху романтизма буржуазия придерживается интеллектуальных, либеральных взглядов, а в некоторых случаях становится сторонницей революционных действий. Перемены в настроениях масс, из-за сосланных или скрывающихся писателей, не позволили языку расцвети. Некоторые из сторонников и последователей либеральных начал, например, Мануэль Мила-и-Фонтанальс впоследствии отреклись от них. Другие, подобные Антони Рибот-и-Фонтсерѐ или Пере Мата, переехали в Мадрид.
Между 1844 и 1870 годами, консервативный, чуть обновленный романтизм народных и литературных произведений, монополизировал даже буквы каталонского языка. Писатели, вроде Виктора Балагуера, настаивали на литературе, которая была бы также и инструментом прогресса.

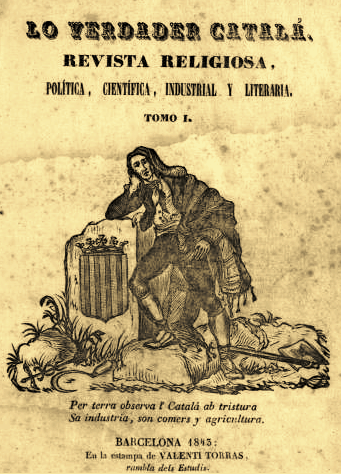
Lo Vertader Català, 1843

Каталанское возрождение (Renaixença) — массовое движение за возрождение языка, литературы и культуры Каталонии, зародилось в первой половине XIX века и частично совпало с повторным расцветом романтизма в Европе. Хотя, как правило, каждое литературное направление развивается самостоятельно, Renaixença напрямую зависела от политических взглядов своих представителей. Обычно период каталанского возрождения относят к отрезку времени от появления в 1833 году в газете «Пар» «Родины» Бонавентура Карлоса Арибау до представленной на Цветочных Играх 1877 года «Атлантиды» (L’Atlantida) Жасинта Вердагера.
В 1835 году был отреставрирован университет Барселоны, а в 1839 году напечатана первая книга поэзии на каталонском Llàgrimes viudesa Микеля Антона Maрти. В журналах и газетах Барселоны появлялись статьи на каталонском, хотя первый журнал, полностью изданный на каталонском языке (Lo Vertader Català) появился лишь в 1843 году.
С самого начала сознание Renaixença формировала сама история, из-за возрастающего влияния либеральной буржуазии (особенно буржуазии Барселоны), из-за решительной либерализации и романтизации всего течения, из-за использования каталонского в быту, начинается быстрое развитие каталонской литературы. Среди его самых выдающихся представителей нужно назвать Мариан Агило, Хуана Кортада, Мануэля Мила-и-Фонтанальс, Пау Пиферрера и Жуакима Рубио́-и-Оса.

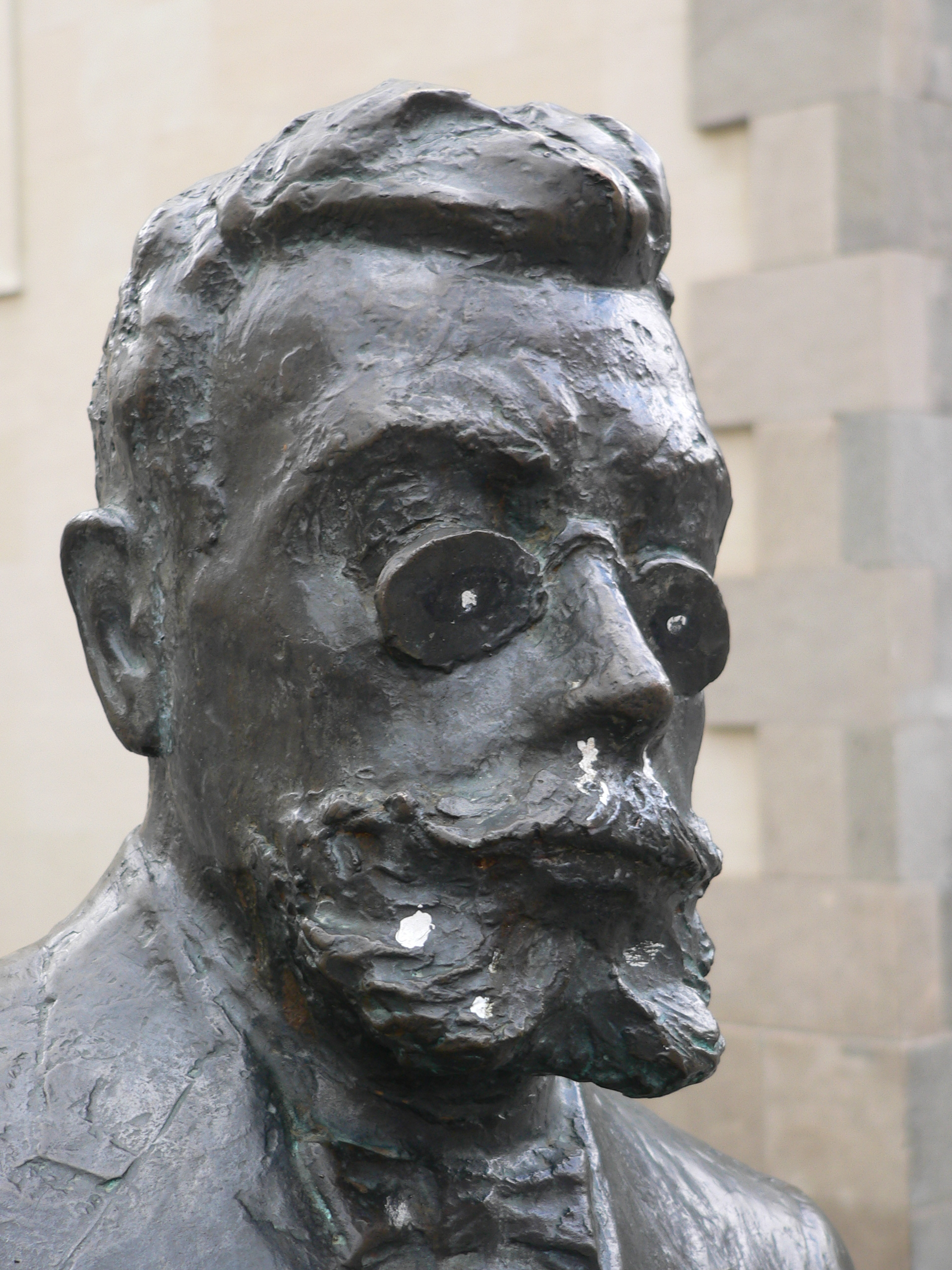
А́нжэль Гимера́

Во второй половине XIX века, благодаря ярким проявлениям течения Возрождения, продолжается развитие таких госучреждений как Королевская академия художественной литературы в Барселоне, университет Барселоны и некоторых филиалов церкви (представленной в творчестве Хауме Кольель-и-Бансельса и Жозепа Торрас-и-Багеса).
Благодаря подобному отношению к языку получило поддержку развитие грамматик и словарей, как базовых элементов культуры. Были разработаны политические мифы о Хайме I и Фелипе V, а также литературные реалии (трубадуры). Данные проекты оказали влияние на попытки «каталонизировать» такие гуманитарные области знаний как философия, наука, искусство и право, способствовали развитью каталонской лирики.
В 1859 году были основаны Цветочные Игры, самый крупный проект по распространению каталонского в массах. С эстетической и идеологической стороны, они служат консервативным целям, но их общественный резонанс способствовал распространению каталонской культуры среди масс. Цветочные Игры быстро приобрели престиж, так как завоевали народное расположение, и, хотя зародились они в Барселоне, их также проводят в других городах, так как они взяли на себя роль верховного органа всего течения. Игры способствовали появлению значительного числа новых авторов, часто происходящих из мелкой городской буржуазии и занимающихся почти исключительно поэзией, среди них выделяются Антони де Бофаруль и Виктор Балагуер.
Имея консервативный характер, Renaixença почти не соприкоснулась с народной жизнью, в том числе с процессами развития народной литературы (среди представителей которой числились Абдон Террадес, Ансельмo Клаве́, Фредерик Солер), непрерывно развивающейся на каталонском языке весь период Упадка .
В 1862 году была вручена первая из учрежденных премия за лучшее прозаическое произведение в конкурсной программе Цветочных Игр, её получил роман «Л’орфенета де Менаргес» Антони де Бофаруля. Театральные постановки не являлись частью Игр до 1865, когда с премьерой первой драмы на каталонском языке Тal faràs, tal trobaràs выступил Видаль-и-Валенсиано. Каталонская поэзия, напротив, издавалась на каталонском с 1839, но весь процесс её развития был увенчан эпической поэмой «Атлантида» Жасинта Вердагера, опубликованной в 1878 году. Среди авторов, ставших классиками века, нужно отметить поэта и драматурга А́нжэль Гимера́, поэтов Теодора Льоренте и Мануэля Понс-и-Галларза, романиста Нарсиса Ольера.

## Современная литература XX века
В конце XIX века в Каталонии формируется модернистское течение, представленное такими авторами как Хуан Марагаль, Хуаким Руира,  Микель Коста-и-Льобера или  Виктор Катала. В течение XX века каталонский язык превращается в литературный, несмотря на враждебное влияния диктатур Примо де Ривера и Франко. Такие авторы как Жозеп Карне, Хуан Сальват-Папассейт, Карлес Риба, Жосеп Винсенc Фойш,Сальвадор Эсприу, Пере Куарт, Джузеппе Мария де Сагарра, Жосеп Пла, Жоан-Даниэль Безсонов, Мерсе Родореда, Виктор Катала, Лоренс Вилалонга, Пере Кальдерс, Габриэль Феррате, Мануэль де Педроло, Хуан Бросса, Хесус Монкада, Ким Монзо, Микель Марти-и-Пол и Микель де Палоль были признаны во всем мире, их книги издаются и переводятся на многих языках.
В начале XXI века, благодаря авторами подобным Хулио Хо̀дару, Хауме Кабре, Фэли Формоза, Альберту Санчесу Пиньолю и многими другим, издание книг на каталонском языке выросло не только в качественном плане, но и в количественном.

## Переводы на русский язык
- Огонь и розы. Из современной каталонской поэзии: Сборник. Пер. с каталонск. М.: Прогресс, 1981—266 с.
- Из каталонской поэзии: Пер.с каталан./ Сост. З. Плавскина, Вс. Багно; Вступит. ст. З. Плавскина; Справки об авторах, примеч. Вс. Багно.- Л.: Худож. лит., 1984. — 232 с., ил.